# Palpelius clarus
Palpelius clarus är en spindelart som beskrevs av Roewer 1938. Palpelius clarus ingår i släktet Palpelius och familjen hoppspindlar. Inga underarter finns listade i Catalogue of Life.